# Colias behrii
Colias behrii is een vlindersoort uit de familie van de Pieridae (witjes), onderfamilie Coliadinae.
Colias behrii werd in 1866 beschreven door W. Edwards.